# 9637 Perryrose
9637 Perryrose (1994 PJ2) là một tiểu hành tinh vành đai chính.